# Carl-Magnus Skogh

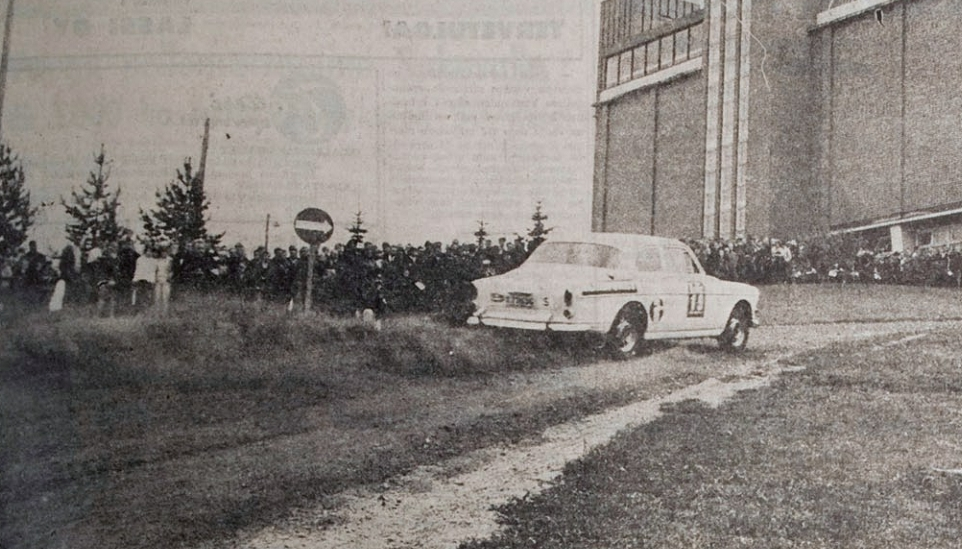
C-M. Skogh au rallye de Finlande en 1965.

Carl-Magnus Skogh, né le 10 décembre 1925 à Vårgårda (Suède) et mort le 4 juin 2023, est un coureur automobile de rallye et de circuit. Il a été longtemps associé à la firme Saab pour laquelle il a conduit des voitures officielles. Son palmarès est long et varié, il a entre autres remporté le Midnattssolsrallyt en 1960 et en 1961. En 1963, il quitte Saab pour Volvo.

## Biographie
La carrière de rallyman de Carl-Magnus Skogh a commencé sur les routes forestières en mauvais état du Dalsland. Il y travaille comme technicien forestier. En parcourant ces routes, il acquiert une technique de conduite qu’il va mettre à l’œuvre dans des petites épreuves automobiles locales.
Après quelques participations infructueuses, il fait une percée dans le Rallye de Dalsland en 1954. Il s’ensuit de  nombreux succès pour Carl Magnus Skogh, qui à l'époque pilote une Saab. En 1955, il se classe au Rallye Rikspokalen avec une cinquième place. Carl Magnus remportera le Rikspokalen à trois reprises. Avec trois victoires sur le rallye des Vikings en Norvège et deux victoires en Midnattssolsrallyt et deux titres de champion nordiques, Carl Magnus rapporte des victoires à la firme de Trollhättan, Saab.
En janvier 1963, Carl Magnus Skogh signe chez Volvo. Il ne fait pas partie des pilotes officiels mais est engagé comme pilote d'essai. La première tâche était de prendre les notes (road book) pour Gunnar Andersson et Sylvia Österberg au Rallye Monte-Carlo de 1963. Sa capacité à sentir la voiture, à toujours essayer d'en améliorer le comportement avait fait de Carl Magnus un spécialiste, riche de ses expériences dans les forêts Dalsland. Il est entre autres à l’origine d’une évolution sensible des choix d’amortisseurs.
Durant ses années de pilote de rallye, Carl Magnus Skogh eut la réputation d'être le conducteur qui soignait le plus sa trajectoire. Tom Trana était connu pour ses virages larges, Carl Magnus passait le long du bord intérieur de la courbe. Bien qu'il soit rapide, il n'est pas souvent sorti de la route. Mais dans le Rallye du RAC 1964, c'est arrivé ! Le capot s’était ouvert, perturbant le pilote qui oublie de « balancer » sa voiture, pour ainsi éviter un lac au bord de la route, Carl-Magnus tire sur le frein à main, la voiture se retourne. L'équipage en sort indemne avec quelques contusions et le cou raide.
En 1965, Carl Magnus Skogh gagne le Rallye de l'Acropole en Grèce avec une Volvo Amazon 122 S. Ce fut un rallye très difficile, seulement 15 des 87 partants étaient à l’arrivée ; une épreuve de 2 750 km de piste. Carl Magnus se bat pour la victoire avec acharnement contre son ancien capitaine d’équipe chez Saab, Erik Carlsson. Mais Carl Magnus pris le dessus avec 9 secondes d’avance sur Erik Carlsson. Puis Volvo arrête officiellement la compétition automobile après une série d’accidents mortels. Carl- Magnus range son casque… temporairement.
Carl Magnus fit un retour temporaire dans Hankirallyt en Finlande en 1969. Il conduisait là sa voiture personnelle, une Volvo 145 (un break !). Elle était tout à fait standard, avec pour seuls instruments ceux de son tableau de bord standard. On lui avait demande de participer au rallye dans une catégorie des vétérans. Au début, il était hésitant, mais finalement, il décide de courir avec sa 145. Après avoir trouvé un copilote et attaché ses skis sur le toit, il partit en Finlande. En fait, ils prirent la tête de leur classe avec la grande 145. Ils poussèrent l’exploit jusqu’à être les plus rapides toutes catégories confondues dans quelques épreuves spéciales. Ils étaient en concurrence avec des Porsche et d’autres voitures beaucoup plus rapides.

## Palmarès
Par deux fois Champion nordique (de scandinavie), ainsi que:

1956
- Rallye Viking, Norvège
  - 1re place: Carl-Magnus Skogh / Rolf Skogh sur Saab[5]
- Championnat de Suède
  - 1re place Erik Carlsson et Carl-Magnus Skogh (vainqueurs de Groupe, ex aequo)

1957
- Rallye  Rikspokalen, Suède 
  - 1re place Carl-Magnus Skogh
- Championnat de Suède
  - 3e place Carl-Magnus Skogh

1958
- Championnat de Suède
  - 2e place Carl-Magnus Skogh

1959
- Championnat de Suède
  - 3e place Carl-Magnus Skogh

1960
- Midnattssolsrallyt
  - 1re place Carl-Magnus Skogh / Rolf Skogh sur Saab 96
- Rallye Vicking
  - 1re place Carl-Magnus Skogh / Rolf Skogh sur Saab 96

1961
- Rallye KNA Høst (Rallye d'Automne)
- Midnattssolsrallyt
- Rallye Hanki
  - 1re place Carl-Magnus Skogh / Rolf Skogh sur Saab 96
- Rallye Vicking
  - 1re place Carl-Magnus Skogh / Håkon Fløysvik sur Saab 96[6]

1965 
- Rallye de l'Acropole
  - 1re place Carl-Magnus Skogh / Tandlaskare Volvo 122S Amazon